# 広瀬香美 THE BEST "Love Winters"
『広瀬香美 THE BEST "Love Winters"』（ひろせこうみ ザ・ベスト ラヴ・ウィンターズ）は、広瀬香美1枚目のベスト・アルバム。1998年11月11日に、ビクターエンタテインメントからリリースされた。規格品番は、VICL-60305,VICL-41115（廉価版）。

## 解説
- 240万枚を[2][3]売上、広瀬にとって最大のヒット作品。
- 2004年9月22日に、期間限定で廉価版を再発[1]。
- 初回限定盤のみ ホワイトデジパック 特殊歌詞カード仕様。

## 収録曲
- 全作詞・作曲：広瀬香美
- 編曲：鷺巣詩郎（1・2）、広瀬香美（3～10）、小西貴雄（3）、本間昭光（6～12）

1. 愛があれば大丈夫 (4:30)
1stシングル。映画「病は気から 病院へ行こう2」主題歌。
2. 二人のBirthday (5:44)
2ndシングル。TBS系「自然がいちばん!地球塾」テーマソング。
3. ロマンスの神様 (4:29)
3rdシングル。アルペンCMソング。
4. 幸せをつかみたい (4:34)
5thシングル。アルペンCMソング。
5. ゲレンデがとけるほど恋したい (5:05)
7thシングル。アルペンCMソング。
6. DEAR...again (Ver.2.05) (6:05)
8thシングル。アルペンCMソング。
シングルバージョンではなくアルバムバージョンで収録（6thアルバム『welcome-muzik』収録）。
7. 真冬の帰り道 (4:22)
9thシングル。アルペンCMソング。
8. promise (4:41)
11thシングル。アルペンCMソング。
9. ピアニシモ (5:35)
12thシングル。アルペンCMソング。
10. Groovy! (4:18)
13thシングル。NHK教育アニメ「カードキャプターさくら」第1期エンディングテーマ。
11. 幸せになりたい (4:09) 
内田有紀への提供曲のセルフカバー。
12. Always I Need (4:41)
新曲。

## 演奏
Groovy!
- 飯田高広：Operator
- 林部直樹：Guitar
- 宗秀治：Bass
- 三沢またろう：Percussion
- 本間昭光：Keyboards

幸せになりたい
- 飯田高広：Operator
- 林部直樹、渡辺格：Guitar
- 宗秀治：Bass
- 三沢またろう：Percussion
- 本間昭光：Keyboards

Always I Need
- 飯田高広：Operator
- 古川昌義、Jeff Mironov：Guitar
- Bashiri Johnson：Percussion
- 本間昭光：Keyboards